# دامیان سالواتیرا
دامیان سالواتیرا (انگلیسی: Damián Salvatierra؛ زادهٔ ۱۷ نوامبر ۱۹۸۴) بازیکن فوتبال اهل آرژانتین است.